# Christine Mylius
Christine Rosita Sylvia Mylius (* 24. September 1913 in München; † 11. April 1982 in Deutschland) war eine deutsche Schauspielerin bei Bühne, Film und Fernsehen.

## Leben und Wirken

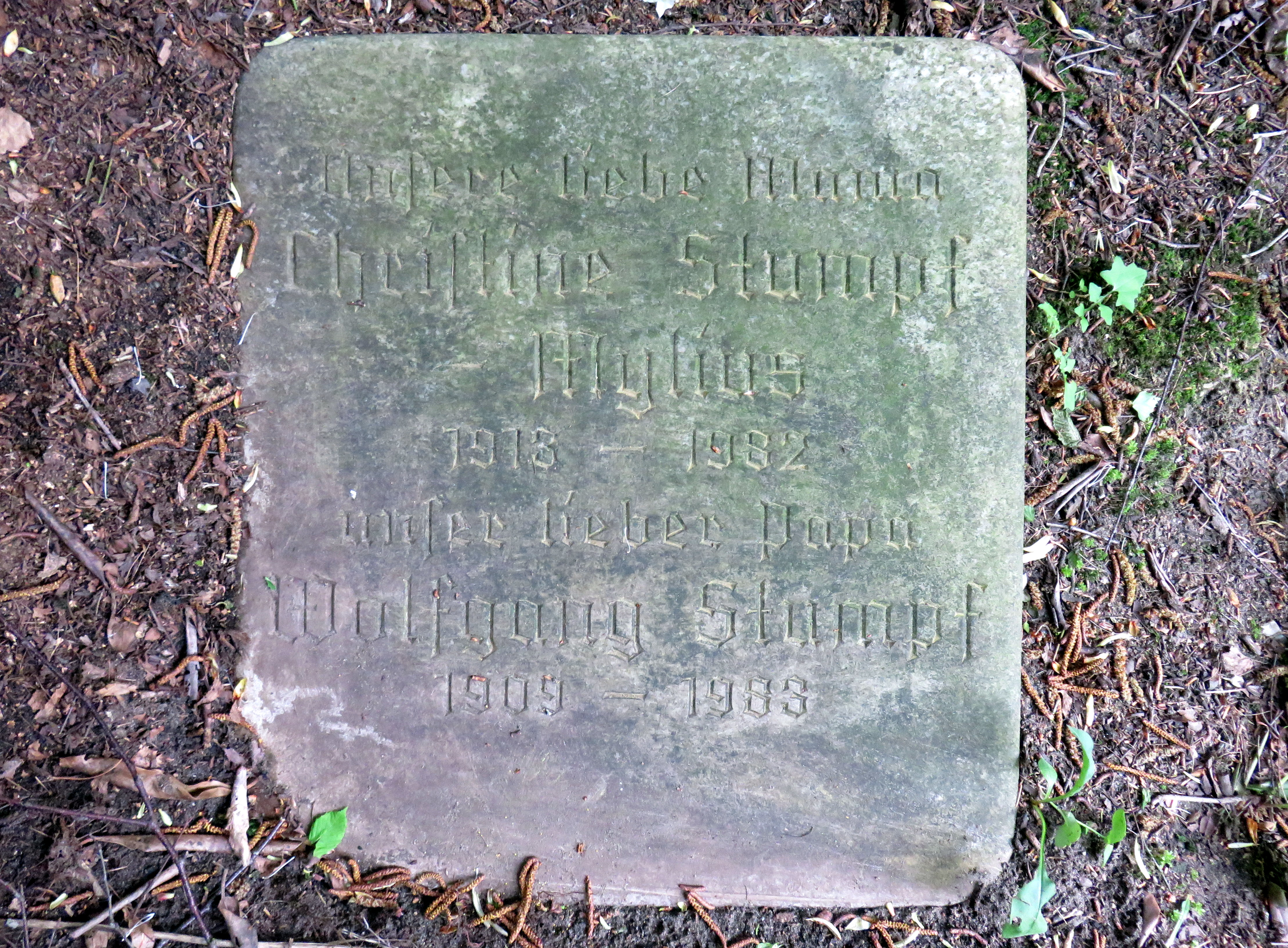
Kissenstein für Christine Mylius und Wolfgang Stumpf auf dem Ohlsdorfer Friedhof

Christine Mylius, eine gebürtige Münchnerin, besuchte die Schauspielschule Magda Lena des Staatstheaters München und gab dort 1937 ihren Einstand mit einer winzigen Rolle in Nestroys Der böse Geist Lumpacivagabundus. Noch im selben Jahr startete sie ihre eigentliche Theaterlaufbahn mit ihrem ersten Festengagement an der Bayerischen Landesbühne ihrer Heimatstadt und trat zeitgleich (Spielzeit 1937/38) am Memminger Stadttheater auf. Es folgten Verpflichtungen nach Hamburg-Harburg, Danzig, Freiburg, Stuttgart, Lübeck und erneut Hamburg, wo sie Mitte der 1950er Jahre am Theater im Zimmer und schließlich am Jungen Theater, dem sie bis weit in die 1970er Jahre die Treue halten sollte, verpflichtet war.
Ihre bekanntesten Bühnenrollen waren das Gretchen in Goethes Faust (die sie sowohl in Hamburg als auch in Freiburg spielen sollte), die Dona Proeza in Claudels Der seidene Schuh, die Rhodope in Hebbels Gyges und sein Ring, die Elisabeth in Schillers Don Karlos, die Alkmene in Giraudouxs Amphitryon 38, die Madame la Mort in Cocteaus Orphée und die Gwendolen Fairfax in Wildes Bunbury, die Mylius 1955 an der Tribüne Berlin verkörperte.
Außerdem war Christine Mylius Hörspiel-Sprecherin. Sie sprach beispielsweise Lady de Lacey in Der rote Freibeuter, das unter der Regie von Peter Folken in den 1970er Jahren veröffentlicht wurde (nach dem Roman von J.F. Cooper; LP erschien in der PEG Jugendserie).
Seit 1953 wirkte Christine Mylius hin und wieder auch in Kinofilmen mit, ab Mitte der 1960er Jahre gewann das Fernsehen ein wenig an Bedeutung in ihrer Karriere. Dort übernahm sie mehrfach Mütterrollen. Privat war Mylius ebenfalls Mutter: Aus der Ehe mit dem Schauspielkollegen Wolfgang Stumpf gingen die beiden Töchter Andrea Jonasson und Isabelle Carlson hervor, die gleichfalls den Schauspielberuf ergriffen haben.

## Filmografie
- 1953: Das Nachtgespenst
- 1954: Fräulein vom Amt
- 1957: Von allen geliebt
- 1959: Nacht fiel über Gotenhafen
- 1962: Hütet eure Töchter! (UA: 1964)
- 1964: Das wissen die Götter (TV-Serie, drei Folgen)
- 1966: Gertrud Stranitzki (TV-Serie, eine Folge)
- 1967: Ein Fall für Titus Bunge (TV-Serie, eine Folge)
- 1968: Das Ferienschiff (TV-Serie, drei Folgen)
- 1970: Miss Molly Mill (TV-Serie, eine Folge)
- 1970: Claus Graf Stauffenberg
- 1972: Gewissensentscheidung
- 1974: Motiv Liebe (TV-Serie, eine Folge)
- 1977: Der Schachzug

## Sonstige Veröffentlichungen
- Traumjournal. S. Fischer, Frankfurt am Main.